# Carreg Lafar
Carreg Lafar (Каррег Лавар) — фолк-группа из Кардиффа, играющая традиционный валлийский фолк.

## История
Группа была образована в Кардиффе в 1993 году Антоном Хиксом, Джеймсом Рурком и Райаном Джонсом. В 1994 к коллективу присоединяются Саймон О’Ши и Линда Оуэн Джонс.
Дебютный альбом Ysbryd y Werin (валл. «Дух народа») записывался в студии Sain Records и вышел в 1995 году. В его поддержку группа отправилась на свой первый фестиваль в Лорьяне. Альбом был одобрительно оценен критиками как британской, так и североамериканской прессы. В 1997 году Ysbryd y Werin был также издан в США звукозаписывающей компанией Blix Street Records. Сразу после этого группа совершила по США двухнедельное турне.
В 1997 году в студии Albany Studios коллектив начинает работу над своим вторым альбомом Hyn (валл. «Это»). Альбом выходит под лейблом компании Sain Records в августе 1998 года.
В начале 1999 года Carreg Lafar покидает один из музыкантов, Саймон О’Ши, и на его место приходит новый гитарист Дилан Дэвис. В этом же году группа опять посещает Лорьян.
Через год, в марте 2000, Hyn выпускается в Северной Америке под лейблом канадской компании Marquis Classics (Торонто). В августе того же тура проходит второе турне группы по Северной Америке.
Третий альбом Profiad (валл. «Опыт») записывается также в Albany Studios. В записи альбома участвовали трое приглашённых музыкантов — Робин Хью Боуэн (тройная арфа), Лоусон Дэндо (гитара, клавиши) и Клаудин Кассиди (виолончель). В 2002 году альбом был выпущен студией Sain Records. Сразу после этого группа снова отправилась на фестиваль в Лорьяне, после чего её покинул Дилан Дэвис, решивший заняться сольной карьерой. С 2002 по 2006 год в вторческой деятельности коллектива наступило затишье, изредка прервываемое немногочисленными концертами, где за гитару брался Лоусон Дэндо.
В 2006 году в группу приходит постоянный гитарист Данни Килбрайд, и Carreg Lafar опять отправляется в Лорьян в компании Гафина Моргана (пибгорн, волынка).

## Состав
- Линда Оуэн Джонс (вокал)
- Антон Хикс (вокал, бузуки, пибгорн[англ.], волынка)
- Джеймс Рурк (флейта, вистл)
- Райаном Джонсом (скрипка)
- Данни Килбрайд (гитара)

## Дискография
- Ysbryd Y Werin, 1995.
- Hyn, 1998.
- Profiad, 2002.
- Aur, 2016.